# Alexander Jung (Literaturhistoriker)

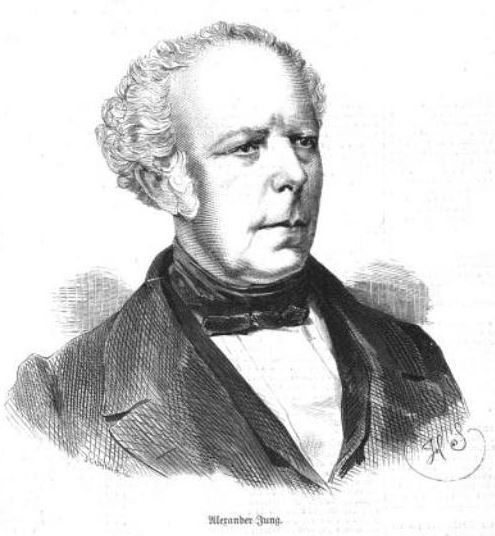
Alexander Jung, gezeichnet von Hermann Scherenberg

Jacob Friedrich Alexander Jung (geboren am 28. März 1799 in Rastenburg; gestorben am 20. August 1884 in Königsberg) war ein deutscher Publizist, Literaturhistoriker, Erzähler und Lyriker.

## Leben
Alexander Jung war der Sohn des Regimentsarztes Dr. Johann Gerhardt Jacob Jung und Albertine Friederike Wilhelmine Jung, geb. Lieder. Jungs Leben war von Anfang an von Tod und Krankheit überschattet, da seine Mutter ebenso wie sein Zwillingsbruder bei seiner Geburt starben.
Die ersten Jahre waren für den kränklichen, an Rachitis leidenden Knaben schwierig, da sein Vater Regimentsarzt beim 50. preußischen Pionier-Regiment von Diercke, später beim 5. Infanterie-Regiment und infolgedessen meist abwesend war. Bis zu seinem zwölften Lebensjahr wurde Alexander im Haus unterrichtet, danach besuchte er die Elementarschule und dann das katholische Gymnasium in Braunsberg. Der Schulbesuch wurde immer wieder von Krankheit unterbrochen, insbesondere trat ein Augenleiden auf, das ihn vor allem in späteren Jahren stark behindern sollte. Sein Lehrer am Gymnasium, Johann Heinrich Schmülling, erscheint in dem autobiografischen Schlüsselroman Rosmarin oder Die Schule des Lebens in der Figur des Coelestin abgebildet. Da sein Augenleiden sich verschlimmerte, verließ er das Gymnasium ohne Abschluss. Der Selbstmord eines nahen Freundes 1822 stürzte ihn außerdem in Melancholie. 
Unter angemessen tragischen Umständen lernte er dann seine spätere Frau Johanna Heubach eben an dem Tag kennen, als man deren Bruder, den beim Baden der Schlag getroffen hatte, tot nach Hause trug.
Indessen war Jungs Vater aus dem Krieg nach Danzig heimgekehrt mit der Vorstellung, der Sohn solle eine bereits auserwählte reiche Erbin heiraten und sich fortan der Landwirtschaft widmen. Jung wollte dagegen Frl. Heubach heiraten und Theologie studieren. Die folgenden Jahre waren für Jung dann schwierig, vorübergehend nahm er auch eine Hauslehrerstelle bei einem Oberamtmann Siegfried an. Schließlich ging er 1826 nach Berlin, machte 1827 das Abitur nach und immatrikulierte sich an der Universität Berlin in Theologie und Philosophie, wo er bei Marheineke, Neander, Schleiermacher, Lachmann, Boeckh, Heinrich Ritter, Alexander von Humboldt und vor allem bei Hegel hörte. 1828 ging er nach Königsberg, wo er die Vorlesungen von Lehnerdt, Olshausen und Herbart hörte.
Die gesundheitlichen Anforderung des angestrebten Predigeramtes konnte er nicht erfüllen, zudem hätten seine undogmatischen Sichtweisen wohl bald zu Problemen geführt. Schließlich kehrte er nach einem Aufenthalt in Danzig 1833 nach Königsberg zurück, wo er Karl Rosenkranz kennen lernte, mit dem ihn eine lebenslange Freundschaft verbinden sollte. 1838 unternahmen die beiden Freunde eine Reise durch Deutschland, bei der sie in Dresden Ludwig Tieck und Jacob Grimm, in Wien Ludwig Uhland, Ferdinand Wolf, Stephan Ladislaus Endlicher und Johann Emanuel Veith, in München Schelling, Baader, Görres und Gotthilf Heinrich von Schubert, in Leipzig Hermann Marggraff und schließlich in Berlin Bettina von Arnim und Varnhagen von Ense begegneten.
1836 promovierte Jung, wurde zum Mitglied der Deutschen Gesellschaft zu Königsberg erwählt, er fand eine Stelle als Lehrer an einer Schule für Höhere Töchter, hielt Vorträge und begann über soziale und literaturgeschichtliche Themen zu publizieren, was in den folgenden Jahren den Schwerpunkt seiner Tätigkeit bilden sollte. Ab 1841 gab Jung das „Königsberger Literatur-Blatt“ heraus, das zweiwöchentlich erschien, aber letztlich erfolglos blieb. 1845 musste das Erscheinen eingestellt werden und Varnhagen von Ense tröstete: „Daß wir in Deutschland [kein Literatur-Blatt] haben, das demselben an reinem Eifer, an edler Haltung und Gewissenhaftigkeit gleichzusetzen wäre, muß Ihnen zum Trost gereichen. Ich glaube, in unsern aufgelösten, verwirrten Zuständen wird noch lange der Boden fehlen, auf dem eine Zeitschrift für ehrliche, gediegene und dabei doch lebhafte Kritik gedeihen könnte.“
In seinen literaturhistorischen Arbeiten war es Jung, der als einer der Ersten für eine angemessene Würdigung der Dichtung des Jungen Deutschlands eintrat, vor allem der von Charles Sealsfield und Karl Gutzkow, dessen enthusiastischer Bewunderer er war, und natürlich von Ludwig Börne, dessen Stil er verpflichtet war. Die Bedeutung Heines verkannte er freilich – wie andere auch.
Zum Verhängnis wurde Jung, dass er ein Vertreter des Sowohl-Als-Auch war, was die seinerzeitige Auseinandersetzung zwischen einer verwehenden Klassik, den jungdeutschen Dichtern und einer katholisch angefärbten Münchner Romantik betraf. So fordert er in seinen Vorlesung (1842), dass die deutsche Literatur sowohl die Forderungen einer klassischen als auch die einer modernen Literaturtheorie erfüllen solle:

„Denn allerdings soll jetzt das Doppelte zugleich geleistet, der Character der Classicität und der Popularität, der des Ideals und der des Realen und Reellen erreicht werden. Wir fordern Werke, die den früheren der Idee und der Form nach nichts nachgeben, und doch zugleich auf das wirkliche Leben selbst eingehen.“

Wenig erstaunlich, dass Vertreter entschiedenerer Positionen in dieser Auseinandersetzung, in der es auch um die Deutungshoheit beim Erbe Hegels ging, entsprechend entschieden reagierten. Hierher gehört die vernichtende Kritik, die Friedrich Engels 1842 in den „Deutschen Jahrbüchern für Wissenschaft und Kunst“ an Jungs „Vorlesungen über die moderne Literatur der Deutschen“ übte:

„Es gibt bei jeder Bewegung, bei jedem Ideenkampfe eine gewisse Art verworrner Köpfe, die sich nur im trüben ganz wohl befinden. Solange die Prinzipien mit sich selbst noch nicht im reinen sind, läßt man solche Subjekte mitlaufen; solange jeder nach Klarheit ringt, ist es nicht leicht, ihre prädestinierte Unklarheit zu erkennen. Wenn aber die Elemente sich scheiden, Prinzip gegen Prinzip steht, dann ist es an der Zeit, jenen Unbrauchbaren den Abschied zu geben und sich definitiv mit ihnen ins reine zu setzen; denn dann zeigt sich ihre Hohlheit auf eine erschreckende Weise.“

Die Entschiedenheit solcher Ablehnung klingt auch bei modernen Autoren noch nach, wenn etwa Werner Jung in 
Killys Literaturlexikon urteilt: „Jungs literarische Tätigkeit ist von einer tiefen Diskrepanz zwischen maßloser Selbstüberschätzung und faktischer Epigonalität geprägt.“
In späteren Jahren wurden Jungs Verhältnisse sowohl in Hinblick auf die Gesundheit als auch auf den Lebensunterhalt zunehmend schwieriger. Schließlich gelang es dem bewährten Freund Rosenkranz, ihm 1859 bei der Schillerstiftung in Dresden eine lebenslange Zuwendung zu erwirken.
Ab 1850 begann Jung auch belletristische und lyrische Arbeiten zu publizieren. Von Bedeutung als biografisches Dokument ist hier der Schlüsselroman Rosmarin oder Die Schule des Lebens (1862). Hier erscheinen die bedeutenden Gestalten aus Jungs Leben in oberflächlich verschleierter Form: Coelestin = Schmülling, Abelard = Schleiermacher, Parmenides = Hegel, Mörike = Marheinecke, Bernhard = Neander, Ernestine = Frau Oberamtmann Siegfried, Armin = Hermann Jannert usw. 
Letztlich blieben diese literarischen Versuche aber ohne über den kleinen Umkreis hinausgehende Anerkennung und Wirkung.
1884 starb Jung in Königsberg.

## Familie
1834 heirateten Jung und Johanna Julia Heubach († 1868). Aus dieser Ehe gingen vier Kinder hervor, ein Sohn und drei Töchter:
- Ottilie Henriette Maria Jung (* 4. Februar 1835)[8]
- Arthur Johannes Alexander Gustav Jung (* 8. Mai 1836), später Dr. phil. und Gymnasialprofessor in Inowraclaw,[9] ⚭ 7. November 1865 in Wierzbowo bei Culm (Westpreußen) ⚭ Amalie Raabe, Tochter des Rittergutsbesitzers auf Wierzbowo, Robert Wilhelm Raabe[10]
- Johanna Laura Elwira Jung (* 17. Mai 1838),[11] ⚭ 12. Juli 1864 in Stettin Hermann August Gädeke, Dr. phil. und Gymnasiallehrer[12]
- Emma Clara Ida Jung (* 24. Mai 1842)[13]

Die älteste Tochter Ottilie wurde zunächst Lehrerin, musste dann aber wegen eines Halsleidens diesen Beruf aufgeben und pflegte in den folgenden Jahren den kränklichen, sehschwachen Vater, die ebenfalls leidende Mutter und eine lebenslang kranke jüngere Schwester.

## Werke
- Briefe über die neueste Literatur. Denkmale eines literarischen Verkehrs. Hamburg 1837, Digitalisat.
- Königsberg in Preußen und die Extreme des dortigen Pietismus. Braunsberg 1840, Digitalisat.
- Vorlesungen über die moderne Literatur der Deutschen. 1842, Digitalisat.
- Vorlesungen über sociales Leben und höhere Geselligkeit. Danzig 1844, Digitalisat.
- Die große National-Feier des dritten Universitäts-Jubiläums zu Königsberg. Königsberg 1844, Digitalisat.
- Ueber die Freisinnigkeit innerhalb des Gesetzes. Kiel 1845, Digitalisat.
- Königsberg und die Königsberger. Leipzig 1846, Digitalisat.
- Elixire gegen die Flauheit der Zeit. Epigramme. Leipzig 1846, Digitalisat.
- Frauen und Männer oder über Vergangenheit, Gegenwart und Zukunft der beiden Geschlechter. Ein Seitenstück zu den Vorlesungen über sociales Leben und höhere Geselligkeit. Königsberg 1847 Digitalisat.
- Charaktere, Charakteristiken und vermischte Schriften. 2 Bde. Königsberg 1848.
- Friedrich Hölderlin und seine Werke. Stuttgart 1848, Digitalisat.
- Der Bettler vom James Park. Eine Novelle. Leipzig 1850, Digitalisat.
- Göthe’s Wanderjahre und die wichtigsten Fragen des 19. Jahrhunderts. Mainz 1854, Digitalisat.
- Friedrich Schiller, der Dichter der deutschen Nation. 1854, Digitalisat.
- Briefe über Gutzkow’s Ritter vom Geiste. Leipzig 1856, Digitalisat.
- Das Geheimniß der Lebenskunst. Ein Wanderbuch für alle Freunde des Nachdenkens und der Erhebung. 2 Teile, Leipzig 1858.
- Rosmarin oder Die Schule des Lebens. Autobiografischer Roman. 5 Teile, Leipzig 1862.
- Fr. Wilhelm Joseph von Schelling und eine Unterredung mit demselben im Jahre 1838 zu München. Leipzig 1864, Digitalisat.
- Über Franz von Baader's Dogmatik als Reform der Societätswissenschaft und der gesellschaftlichen Zustände. Erlangen 1868, Digitalisat
- Darwin. Ein komisch-tragischer Roman in Briefen an einen Pessimisten. 3 Bde. Jena 1873.
- Panacee und Theodicee. Illustrationen, Caricaturen der Gegenwart und Grundlinien einer neuen Weltanschauung. Leipzig 1875.
- Moderne Zustände. Rostock 1880.